# Piśaćaloka
Piśaćaloka (sanskr. trl. piśācaloka)  – subtelny wymiar egzystencji po śmierci lub sfera w zaświatach w mitologii hinduistycznej, królestwo piśaćów (पिशाच, piśācān).
Piśaćaloka występuje w zestawieniach postulujących istnienie dwudziestu czterech lok w brahmandzie, w tym też na liście lok w Kaszikhandzie Skandapurany.